# Eskom

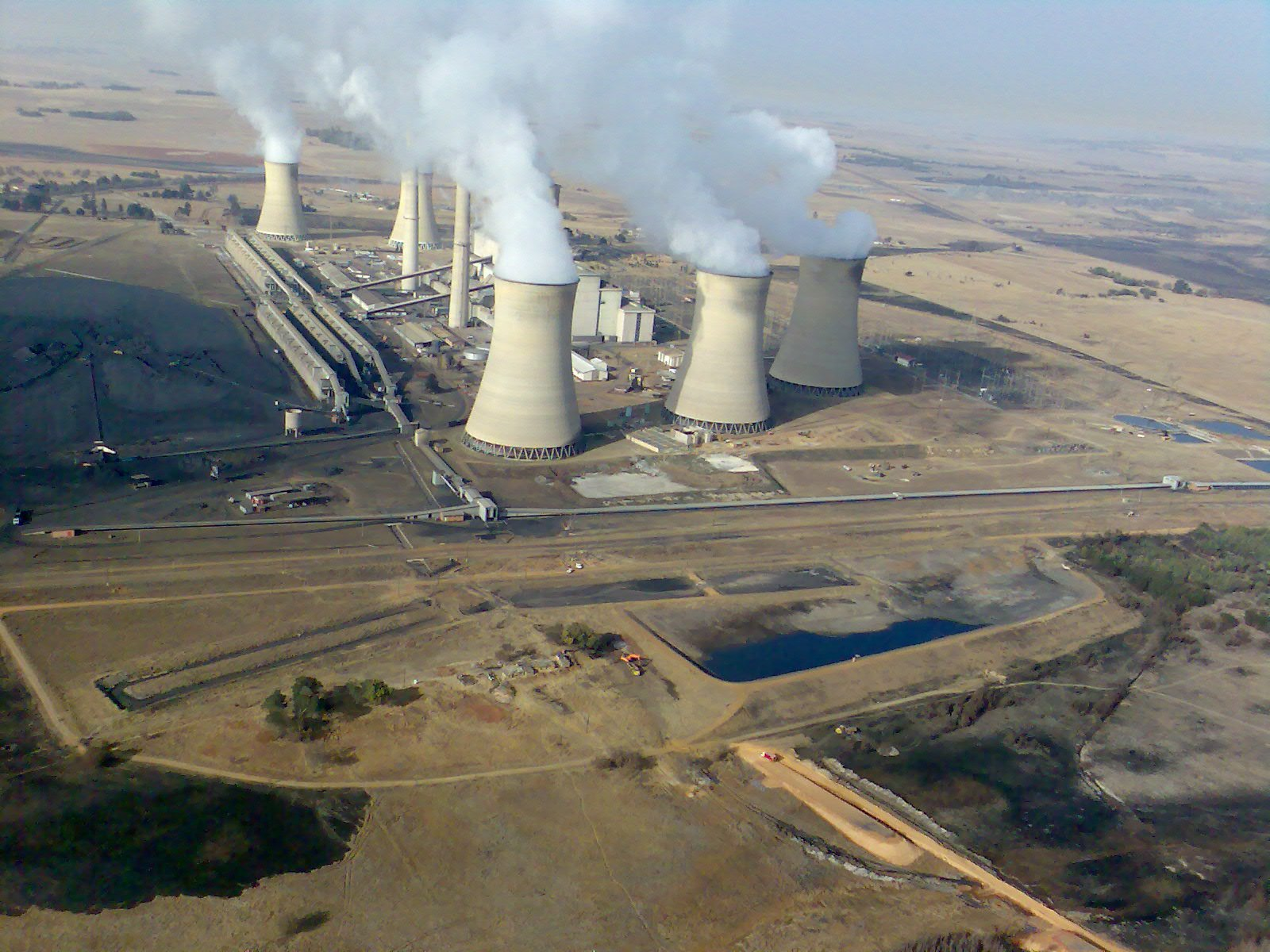
La centrale au charbon (Centrale d'Arnot, dans la province de Mpumalanga), exploitée par Eskom.

Eskom est la première des compagnies de production et de distribution d'électricité en Afrique du Sud (et l'une des dix premières dans le monde). Fondée en 1923 par l'Electricity Supply Commission (ESCOM), également connue sous son nom, en afrikaans, Elektrisiteitsvoorsieningskommissie (EVKOM), par le gouvernement d'Afrique du Sud selon les termes de l'Electricity Act (1922), Eskom s'est entièrement développée durant environ un siècle sur la base du charbon et a encore récemment été l'opérateur du projet controversé de centrale au charbon de Medupi alors que l’Afrique du Sud dépend à plus de 90 % du charbon pour sa production électrique, ce qui en fait le pays dont le secteur électrique est le plus polluant au monde, selon le Centre for Research on Energy and Clean Air (Centre de recherche sur l’énergie et l’air pur, organisme de recherche indépendant).
En 2019, le chiffre d'affaires d'Eskom était de 12,86 milliards de dollars américains, pour une capacité installée de 44,17 GW (en 2018).

## Historique
Le 18 août 2014, Eskom annonce la signature d'un contrat avec la multinationale française Areva, concernant le remplacement de six générateurs de vapeur de la centrale nucléaire de Koeberg, prévu en 2018.
Frappée par une gestion peu claire sous le gouvernement de Jacob Zuma, l'entreprise est fortement endettée, à tel point qu'en novembre 2018, un rapport considère que l'entreprise est « techniquement en faillite ». Eskom fait l’objet de protestations en raison d'une hausse des prix de l’énergie depuis 2007 alors que le réseau est défaillant et fait surtout appel au charbon (polluant et contributeur au réchauffement climatique).
Le gouvernement envisage de sauver l'entreprise en la divisant en trois entités distinctes (production, transmission et distribution, scission officialisée fin 2021) et par des mesures d'austérité ; à partir du 11 février 2019, les Sud-Africains font face à des délestages électriques réguliers, résultats d'une forme de protestation des employés. 
Le 19 février 2019, le gouvernement sud-africain de Cyril Ramaphosa déclare mobiliser 23 milliards de rands, soit environ 1,4 milliard d'euros, afin de renflouer la compagnie, endettée à hauteur de 420 milliards de rands (27 milliards d'euros). Au début du mois d'avril, les coupures se poursuivent, les équipements vétustes (37 ans en moyenne) ne pouvant fournir suffisamment d'électricité à tout le pays. 
Deux nouvelles méga-centrales au charbon, Medupi et Kusile, sont construites pour répondre aux besoins en électricité ; elles ont plusieurs années de retard et produisent bien moins que prévu. Les effets des délestages réguliers sont fortement négatifs pour l'économie sud-africaine, un mois avant les élections générales sud-africaines de 2019.
À la mi-octobre 2019, les délestages reprennent et ont un impact fortement négatif sur une économie sud-africaine déjà en difficultés. Les plans de sauvetage du gouvernement se succèdent sans parvenir à sauver l'entreprise, proche de la faillite. L'échec des projets géants Medupi et Kusile, ainsi que la dépendance au charbon acheté deux à trois fois le prix du marché, sont en partie responsables de cette situation. Le quintuplement des prix de l'électricité depuis 2007 nuit au pouvoir d'achat et la population cherche des alternatives : les plus riches se tournent vers les énergies renouvelables, les plus pauvres vers des substituts comme la paraffine. 
Le 19 novembre 2019, l'entreprise change de PDG et lance dans la foulée un plan de restructuration de l'entreprise.
En septembre 2022, Eskom et l'Afrique du Sud connaissent une crise énergétique importante, liée au vieillissement de leurs centrales, avec des coupures de courant pouvant aller jusqu'à 10 à 12 heures par jour.

## Emissions de carbone
Vers 2020, Eskom émet environ les deux cinquièmes de toutes les émissions de gaz à effet de serre de l'Afrique du Sud (pays classé comme 12e plus grand émetteur mondial).
Eskom dit avoir entamé une stratégie de transition énergétique. L'entreprise estime que la taxe sur le carbone lui coûterait environ 11,5 milliards de rands (763 millions de dollars) par an lorsque les exemptions dont elle bénéficie expireront (à une date qui aurait dû être celle du début de la deuxième phase prévue au Plan carbone du pays : 2023). Le ministre des Finances (Enoch Godongwana) annonce que la première phase d'aide à la transition énergétique, en vue de réduire les émissions de gaz à effet de serre, serait prolongée de trois ans (jusqu'en 2025) ; cela retardera certaines augmentations de tarif prévues pour les entreprises utilisant encore des énergies fossiles.

## Plan de décarbonation
André de Ruyter (directeur général d'Eskom) a présenté la nouvelle feuille de route de l'entreprise, qui prévoit, en 15 ans, de supprimer progressivement les centrales électriques au charbon, pour tenir compte des chaînes de valeur du charbon et des communautés qui vivent des centrales au charbon dans le pays, et éviter aussi une transition énergétique trop brutale.  22 GW de production électrique par combustion de charbon doivent être remplacés par des sources bas carbone ou zéro carbone ; ce plan nécessiterait environ 2,3 milliards $.
Dans ce pays qui dispose de soleil et de côtes venteuses, les reconversions de centrales (en préservant un maximum d’emplois, selon l'entreprise), ont commencé et 60 GW de nouvelles capacités sont prévus, associés à 8 000 à 10 000 km de nouvelles lignes de transmission connectées à des compteurs bidirectionnels et intelligents. Ce plan doit être soutenu par des mesures fiscales, énergétiques, environnementales et industrielles.
Lors de la COP26 à Glasgow, l’Allemagne, la France, les États-Unis, le Royaume-Uni et l’Union européenne ont lancé un nouveau modèle de solidarité en annonçant proposer 8,5 milliards de dollars (en prêts à très faibles taux d’intérêt) pour financer la transition énergétique de l’Afrique du Sud.

## voir aussi